# Carlos Morganti
 Carlos Morganti  (Argentina, 1890 - Argentina 1960) fue un cantante y actor de cine y de teatro argentino.

## Carrera
Se inicia en elencos nacionales y encabeza compañías. Elías Alippi lo calificó como "el galán cómico más brillante de nuestra escena".
Fue descubierto por el director de teatro Atilio Supparo y perteneció a varios elencos artísticos tanto trabajando en Buenos Aires como en giras nacionales e internacionales. Su última actuación en los escenarios fue en 1955 en el Teatro Nacional Cervantes.
En el cine debutó en el filme de 1938 Tres anclados en París dirigido por Manuel Romero y trabajó en varias películas en la década de 1940. En 1955 tuvo varias intervenciones quirúrgicas a consecuencia de las cuales perdió la voz. Falleció en 1960 y había estado casado con la actriz Gloria Faluggi.

## Filmografía
Actor
- Así te deseo (1948)
- Su esposa diurna (1944)
- Cándida, la mujer del año (1943)
- Mañana me suicido    (1942)
- El gran secreto (1942)
- Concierto de almas (1942)
- Así te quiero (1942)
- Cruza (1942)
- Persona honrada se necesita (1941)
- Chingolo (1940)
- Un tipo de suerte (1938)
- Tres anclados en París (1938)